# Duwatra
Duwatra, ook wel Zoewatta, is een plaats op een eiland aan de Boven-Surinamerivier aan de zuidoever van het Brokopondostuwmeer in Suriname. Het ligt in het district in Sipaliwini.
Het ligt tegenover Bakaabooto, dat via de Avobakaweg te bereiken is. In de buurt liggen Bekiokondre, Baikoetoe, Pikinpada en Banafowkondre en ligt in het Battaliebagebied.
Abenaston · Adawai · Akisiaman · Akwaukondre · Amakakondre · Asenbaso · Asidonhopo · Atjoni · Aurora · Begoeba · Begoon · Bekiokondre · Bendikwai · Bendiwata · Biudoematoe  · Bofokoele · Botopasi · Dan · Dangogo · Daume · Debikè · Deboo · Djemongo · Djoemoe · Duwatra · Foetoenakaba · Gingiston · Goddo · Godowatra · Goejaba · Gran Slee · Grantatai · Gunsi · Heikoenoenoe · Jawjaw · Kaajapati · Kajana · Kambaloea · Kampoe · Koonoo · Kuututen · Ladouanie · Lespansi · Ligorio · Malobi · Malroseekondre · Masiakriki · Moitori · Nazaleti · Nieuw-Aurora · Padalafanti · Pambo Oko · Pikin Slee · Pingpe · Pokigron · Saloebanga · Semoisi · Soolan · Stonhoekoe · Tjaikondre · Toemaripa · Toetoeboeka